# Panzerabwehrhandwaffe
Panzerabwehrhandwaffe ist der Oberbegriff für infanteristische Waffen zur Panzerabwehr. Dazu zählen:
- ballistische Panzerbüchsen
- Rückstoßfreie Panzerabwehrhandwaffen
- Panzerabwehrhandgranaten
- (eingeschränkt) Gewehrgranatwerfer und Granatpistolen
- (eingeschränkt) tragbare Mörser

nicht jedoch
- tragbare Panzerabwehrlenkwaffen